# Antrocephalus vespella
Antrocephalus vespella är en stekelart som först beskrevs av Girault 1929.  Antrocephalus vespella ingår i släktet Antrocephalus och familjen bredlårsteklar. Inga underarter finns listade i Catalogue of Life.